# Joy - Scherzi di gioia
Joy - Scherzi di gioia è un film del 2002 diretto da Adriano Wajskol.

## Trama
Joy è una bambina dotata di una fervida fantasia. Seduta in una comoda poltrona davanti a uno schermo gigante, inizia a realizzare i desideri dei suoi familiari con una sorta di zapping virtuale. I fratelli Mimì e Dodò riescono a raggiungere Saturno con un Jumbo e da lì, con la loro musica, influenzano la vita degli adulti sulla Terra. I nonni Nino e Alice riescono finalmente ad avere lo yacht dei loro sogni per realizzare una lussuosa crociera. E i genitori, Stella e Tony, si perdono per poi ritrovarsi raggiungendo una nuova armonia tra di loro.